# Tup Scott
Henry James Herbert Scott (bekannt als Tup Scott; * 26. Dezember 1858 in Toorak, Australien; † 23. September 1910 in Scone, Australien) war ein australischer Cricketspieler, der zwischen 1884 und 1886 für die australische Nationalmannschaft spielte.

## Kindheit
Scott besuchte das Wesley College und arbeitete nach der Schule in der Bank of Victoria.

## Aktive Karriere
Scott spielte ab 1877 für den St Kilda Cricket Club und gab sein First-Class-Debüt für Victoria in der Saison 1878. In jungen Jahren war er ein herausragender Bowler, doch konnte er in seiner Zeit hauptsächlich als Batter in Erinnerung bleiben. Nach guten Leistungen in der Saison 1883/84 mit einem Century über 114* Runs gegen New South Wales wurde man auf ihn aufmerksam. Sein Debüt für die Nationalmannschaft gab er in der Saison 1884 in England. Im zweiten Test der Serie gelang ihm dann ein Fifty über 75 Runs. Im dritten Test konnte er dann ein Century über 102 Runs aus 216 Bällen erreichen. Bei der folgenden Ashes Tour 1884/85 in Australien konnte er dann nicht mehr herausragen. Für die Tour in England im Sommer 1886 wurde er als Kapitän bestimmt. Die Tour war geprägt von Streitigkeiten innerhalb des Teams, und ihm gelang es nicht, diese unter Kontrolle zu bringen. Seine beste Leistung waren 47 Runs im ersten Test, jedoch erlitt das Team in den drei Tests drei Niederlagen. Über die Tour insgesamt erreichte er 1289 Runs. Es war die letzte Tour, die er bestritt, zudem gab er das First-Class-Cricket daraufhin auf.

## Nach der aktiven Karriere
Scott widmete sich nach der letzten Tour der Medizin und blieb zunächst in England. Er machte seinen Abschluss in London im Jahr 1888 und kehrte danach nach Australien zurück und praktizierte dort in New South Wales. Nach seiner Heirat erwarb er im März 1889 eine Praxis in Scone und arbeitete im dortigen Krankenhaus. Als Landarzt wurde er dabei durch die örtliche Gemeinschaft unterstützt, die ihm Pferde-Staffeln bereitstellte. Ab den 1890er Jahren war er im Magistrat und von 1893 bis 1897 und noch einmal von 1899 bis 1900 Bürgermeister in Scone. Auch sonst war er örtlich aktiv, unter anderem im Polo- und Cricket-Club. Er verstarb im Jahr 1910 im Alter von 51 Jahren an Typhus. In 1913 wurde das örtliche Krankenhaus nach ihm Scott Memorial Hospital benannt.